# Naomi Weisstein
Naomi Weisstein (geboren am 16. Oktober 1939 in New York City; gestorben am 26. März 2015 ebenda) war eine US-amerikanische Experimentalpsychologin, Feministin und Mitbegründerin der feministischen Psychologie. Sie veröffentlichte bedeutende wissenschaftliche Artikel im Bereich der Psychologie und speziell über deren Wirkung auf Frauen. Sie begründete die Lehre, dass es für Psychologen von entscheidender Bedeutung sei, den sozialen und gesellschaftlichen Kontext zu berücksichtigen, in dem Handlungen von Frauen stattfinden.

## Leben
Weisstein wurde am 16. Oktober 1939 in New York City als Tochter von Mary Menk und Samuel Weisstein geboren. Weissteins Mutter war Konzertpianistin, die schon früh gegen Vorurteile zu kämpfen hatte und ihrer Tochter bereits feministische Grundthesen vermittelte. Konflikte zwischen ihrer Mutter und ihrem Vater über die Autonomie der Mutter waren häufig; ihre Mutter wurde trotz großer Erfolge als Pianistin von ihrem Vater immer wieder in die Rolle der Hausfrau und Mutter gedrängt.
Bereits in ihrer Jugend wurde sie durch das Buch Mikrobenjäger von Paul de Kruif inspiriert, das ihre Neugier für Biologie weckte und ihren Entschluss, eine wissenschaftliche Karriere einzuschlagen, festigte. Weisstein besuchte insgesamt vier Universitäten.

### Studium am Wellesley College
Mit einem Stipendium und dem Geld, das ihre Mutter als Hauslehrerin verdiente, wurde sie 1957 im Wellesley College, einer Universität für Frauen, aufgenommen. Bereits in Wellesley komponierte sie Musik, trat in einer Junior Show auf, machte Stand-up-Comedy und schrieb für eine Zeitung. Diese Erfahrungen sollten für sie in ihrer Karriere noch sehr hilfreich sein. An der Wellesley erlebte sie eine Atmosphäre gegenseitigen Respekts und gegenseitiger Ermutigung, die ihr Selbstbewusstsein festigte. 1961 machte sie ihren Abschluss am Wellesley College.

### Graduiertenstudium an der Harvard University
Anschließend entschied sich Weisstein für ein Studium der Klinischen Psychologie an der Havard University. Bereits in den ersten Tagen an dieser Universität musste sie die Erfahrung machen, dass einer der angesehensten Professoren verkündete, dass Frauen an dieser Eliteuniversität nichts zu suchen hätten, da dies ihre natürliche Rolle als Ehefrau und Mutter beeinträchtigen würde, und die Studienplätze besser von Männern besetzt wären. Sie musste auch miterleben, wie Frauen von männlichen Psychologen beurteilt wurden, als eine Frau, die einen schizophrenen Schub hatte, immer wieder im Gespräch gefragt wurde, ob sie sexuell erregt sei. Als die katholische, unverheiratete Patientin der Frage auswich und nervös wurde, wurde sie als nicht therapierbar eingestuft. Solche und ähnliche Erlebnisse festigten in Weisstein eine feministische Überzeugung. Sie schloss ihr Studium in Harvard 1964 als Jahrgangsbeste in nur zweieinhalb Jahren ab, promovierte jedoch an der Yale University.

### Promotion an der Yale University
Der Wechsel nach Yale war notwendig geworden, weil sie die Labore in Havard nicht benutzen durfte – Männer würden die Geräte dringender benötigen und es sei nicht klar, ob Frauen diese nicht beschädigen würden. Sie promovierte im Bereich der visuellen Neurowissenschaften mit einer Arbeit über parallele Verarbeitung, d. h. der Vorstellung, dass das Gehirn aktiv an der Gestaltung der Realität beteiligt ist.

### Post-doc an der University of Chicago
Nach ihrer Promotion 1964 wollte Weisstein ihre wissenschaftliche Karriere fortsetzen, fand aber erstmals keine Anstellung im akademischen Bereich. Ihre Erfahrungen beschrieb sie mit viel Komik in ihrem Aufsatz How Can a Little Girl Like You Teach a Great Big Class of Men? The Chairman said, and Other Adventures of a Woman in Science (deutsch: „Wie kann ein kleines Mädchen wie Sie eine große Klasse von Männern unterrichten? sagte der Vorsitzende und andere Abenteuer von Frauen in der Wissenschaft“).
Sie erhielt ein Stipendium der National Science Foundation für mathematische Biologie an der University of Chicago und nahm diese Möglichkeit wahr, da sie ihre mathematischen Kenntnisse vertiefen wollte, eine Voraussetzung für weitere Forschungen in den Neurowissenschaften. An dieser Universität erwarb sie auch ihre Lizenz als Psychologin und wurde eine angesehene Forscherin und Expertin für die neuronalen Grundlagen der visuellen Wahrnehmung.

### Außerordentliche Professorin an der Loyola University
1966 nahm sie eine Stelle als Assistenzprofessorin an der Loyola University an, die dort durchgeführten Forschungen mündeten in eine Reihe von viel beachteten wissenschaftlichen Veröffentlichungen. 1970 wurde sie zur außerordentlichen Professorin an der Loyola University ernannt und erhielt damit auch die Lehrbefugnis.

### Ordentliche Professorin an der State University of New York
1973 wechselte sie an die State University of New York in Buffalo, wo sie auf eine ordentliche Professur im Gebiet der kognitiven Psychologie berufen wurde. Sie war damit eine etablierte Wissenschaftlerin im Bereich der Psychologie und sie war Feministin. An der State University of New York begann sie, beide Gebiete produktiv zu verbinden und psychologische Grundprinzipien mit der Lebenswirklichkeit von Frauen zu verbinden. Obwohl die Professorenschaft an der State University of New York von ihren wissenschaftlichen Leistungen beeindruckt war, entwickelte sich der anfangs positive Austausch zu einem immer heftiger werdenden Konflikt. Da Weisstein immer schon sehr aktiv war und nun zusätzlich mit Einschüchterungen zu kämpfen hatte, machte sich ein chronisches Müdigkeitssyndrom bemerkbar. Deshalb ließ sich Weisstein 1979 beurlauben, ab 1983 war die Krankheit so dominant, dass sie bettlägerig wurde.

### Feminismus
Die Erfahrungen von Ausgrenzung und mangelnder Anerkennung ihrer wissenschaftlichen Leistungen als Frau machten Weisstein schon früh zur Feministin. 1969 war sie an der Gründung der Chicago Women’s Liberation Union beteiligt, einer wichtigen Gruppe, die sich für die Rechte von Frauen einsetzte und zum Ziel nahm, das Leben von Frauen zu verbessern. Weisstein brachte die Erkenntnisse des Feminismus in die Psychologie ein und war Mitbegründerin der Association for Women in Psychology und des Women’s Caucus der Association for Research in Vision and Ophthalmology.
Weisstein war Guggenheim Fellow und Fellow der American Association for the Advancement of Science und der American Psychological Society.
Weisstein zeichnete auch Karikaturen und arbeitete als Stand-up-Comedian. Beide Plattformen nutzte sie, um ihre Thesen einer breiteren Öffentlichkeit bekannt zu machen. Sie war Mitbegründerin der Chicago Women’s Liberation Rock Band (CWLRB), die von 1970 bis 1973 aktiv war und ein Album produzierte. Weisstein war verheiratet mit dem Historiker Jesse Lemisch.

## Begründerin der Feministischen Psychologie
Die Ansichten der Psychologen über männliche Überlegenheit und weibliche Unterlegenheit waren im 19. Jh. unangefochten und wirkten bis weit in das 20. Jh. hinein. Schon Hollingworth sagte: „Es ist amüsant zu beobachten, wie jeder behauptete oder tatsächliche Geschlechtsunterschied so interpretiert wird, dass er die Überlegenheit der Männer belegt“. Erst die zunehmende Anzahl von Psychologinnen bewirkte ein Umdenken, und in diesem Zusammenhang waren die fundierten Thesen und Forschungen von Weisstein ein Meilenstein.

### Veröffentlichung über sexistische Annahmen in der Psychologie
Weisstein veröffentlichte 1968 einen Artikel, der sowohl in der Psychologie als auch in der Frauenbefreiungsbewegung Wellen schlug. In ihrem Artikel Kinder, Küche, Kirche as Scientific Law: Psychology Constructs the Female kritisierte sie die Psychologie dafür, dass sie Frauen insofern nicht verstehe, da sie sowohl empirische Beweise als auch den Einfluss des sozialen Kontextes vernachlässige. Die klassische Psychologie gehe von vornherein davon aus, dass das, was es bedeute, eine Frau zu sein, kulturellen und patriarchalen Stereotypen entspreche. Weisstein berichtete in diesem Artikel zunächst über sexistische Annahmen in der Psychologie und belegte dies mit vielen Beispielen. Sie wies nach, dass typischerweise innere Merkmale und Geschlechtsstereotype als Erklärung für psychische Zustände herangezogen werden, der soziale Kontext aber vernachlässigt werde. Kliniker hätten es auch selten für nötig gehalten, Beweise für ihre Theorien zu erbringen. Sie plädierte dafür, Beweise unter wissenschaftlichen Methoden zu sammeln und Theorien dagegen zu testen. Ohne entsprechende Kontrollmechanismen wäre es einfach, Beweise zu sammeln, die das unterstützen, was man bereits für wahr hält. Der soziale Kontext müsse als Schlüssel zum Verständnis menschlichen Verhaltens herangezogen werden, insbesondere bei Frauen, sonst wären Fehlbeurteilungen häufig. Weisstein stützte sich dabei auf Studien zum situationsbedingten Verhalten. Mit dieser zentralen These gilt Weisstein als Katalysator und wesentliche Begründerin der feministischen Psychologie.

### Weitere Veröffentlichungen
In weiteren Veröffentlichungen warnte Weisstein davor, dass das, was Psychologen als die Natur der Frau beschreiben würden, eher männliche Fantasien über Frauen seien als das, was Frauen selbst sein wollten. So hätten viele, auch renommierte Psychologen wie Bruno Bettelheim, gesagt, „dass Frauen bei aller Interesse an der Wissenschaft in erster Linie Gefährtinnen der Männer und Mütter sein wollen“. Für diese Aussage seien Frauen aber nicht gefragt worden, man habe einfach die existierenden, sexistischen Normen der Gesellschaft übernommen. Weisstein zeigte an vielen Beispielen auf, wie die Psychologie Theorien über Frauen ohne Beweise konstruiert hätte, indem man sich fälschlicherweise zu sehr auf angeborene Geschlechtsunterschiede und nicht auf den sozialen und kulturellen Kontext, in dem Frauen erzogen werden, verließ. Ohne Beweise und eine sorgfältige Berücksichtigung des gesellschaftlichen und sozialen Kontextes könne die Psychologie die gelebten Erfahrungen von Frauen nicht kennen.

### Kritik am wissenschaftlichen Betrieb
Obwohl Weisstein weiterhin das wissenschaftliche Ideal hochhielt, kritisierte sie die Wissenschaft und insbesondere die Psychologie, so wie sie praktiziert wurde. Als Feministin der 1960er Jahre protestierte Weisstein gegen die strukturellen Ungleichheiten, die Frauen und People of Color unterdrückten; sie sah die aktuelle Auslegung der Psychologie als Teil des Problems.

### Aufnahme der feministischen Psychologie in die APA
Auf Weissteins Initiative hin nahm die American Psychological Association (APA) 1973 die feministische Psychologie in ihre Organisation auf. Die Abteilung und die ebenfalls 1973 gegründete Zeitschrift Psychology of Women Quartely bestehen bis heute (Stand 2025). Das Ziel war es, „dass Informationen über Frauen in das aktuelle psychologische Wissen und in die psychologischen Leitlinien aufgenommen werden“. In späteren Jahren wurden auch Themen wie häusliche und sexuelle Gewalt, gesellschaftliche Zwänge und systematische Unterdrückung und deren Auswirkungen auf die Psyche von Frauen in die Ziele aufgenommen.

## Forschung im Bereich der Neurowissenschaften
Weisstein forschte in der Disziplin der Neurowissenschaften und leistete einen zentralen Beitrag zur Erforschung der visuellen Wahrnehmung und Verarbeitung von visuellen Reizen im Hirn. Das Gehirn hat die Fähigkeit, gleichzeitig eingehende Reize unterschiedlicher Qualität zu verarbeiten. Diese werden einzeln analysiert und mit den gespeicherten Erinnerungen verglichen, was dem Gehirn hilft, zu erkennen, was man sieht. Das Gehirn fügt all diese Informationen zu dem Sichtfeld zusammen, das dann gesehen und verstanden wird. Weissteins Arbeit zeigte, dass das Gehirn nicht passiv Informationen empfängt, sondern dass der menschliche Geist dem, was er sieht, aktiv eine Bedeutung zuweist. Weisstein konzentrierte sich auf drei Hauptforschungsbereiche: visuelle Erkennung, Wahrnehmung von flimmernden und nicht flimmernden Regionen sowie Figur-Grund-Organisation und Raumfrequenz.

### Visuelle Linienerkennung
1970 erkannten Weisstein und Charles Harris, dass eine kurz aufblinkende Linie von einer Person besser erkannt wird, wenn sie Teil einer Zeichnung war, die einheitlich und dreidimensional aussah, als wenn sich die Linie in einer von mehreren weniger kohärenten flachen Zeichnungen befand.

### Flimmernde Bereiche
Weisstein und Eva Wong wiesen 1985 nach, dass flimmernde Bereiche visuell hinter Bereichen wahrgenommen werden, die nicht flackern. Dieser durch Flimmern hervorgerufene Tiefeneffekt hängt weder von der Beschaffenheit des Gesichtsfeldes noch von einer bestimmten Konfiguration der Bereiche ab. Er ist optimal bei einer zeitlichen Frequenz von 6 Hz, was darauf hindeutet, dass visuelle Kanäle, die maximal auf hohe zeitliche Frequenzen reagieren, an der Segregation von Wahrnehmungsregionen in der Tiefe beteiligt sind.

### Räumliche Frequenzunterschiede
In Versuchen konnten Weisstein und Victor Klymenko 1986 nachweisen, dass die Raumfrequenz die Wahrnehmung von mehrdeutigen Mustern in Bildern verändern kann (Figur-Grund-Organisation). Sie entdeckten, dass bei höherer Raumfrequenz die Wahrscheinlichkeit steigt, dass eine Figur in den Stimuli zu sehen ist. Außerdem kann dies durch verschiedene Faktoren wie z. B. die Form beeinflusst werden.

## Werke/Schriften
Weisstein veröffentlichte mehr als sechzig Artikel über Wissenschaft, Feminismus, Kultur und Politik.
- Weisstein, Naomi: Kinder, Küche, Kirche as Scientific Law: Psychology Contructs the Female, 1968.
- Naomi Weisstein, Charles S. Harris: Visual Detection of Line Segments: An Object-Superiority Effect. In: American Association for the Advancement of Science (Hrsg.): Science, Nov. 22, 1974, New Series, Vol. 186, No. 4165 (Nov. 22, 1974). S. 752–756, JSTOR:1739987.
- Eva Wong, Naomi Weisstein: A New Visual Illusion: Flickering Fields are Localized in a Depth Plane behind Nonflickering Fields. In: Perception. Band 14, Nr. 1, 1. Februar 1985, ISSN 0301-0066, S. 13–17, doi:10.1068/p140013 (sagepub.com).
- Victor Klymenko, Naomi Weisstein: Spatial frequency differences can determine figure-ground organization. In: Journal of Experimental Psychology: Human Perception and Performance. Band 12, Nr. 3, August 1986, ISSN 1939-1277, S. 324–330, doi:10.1037/0096-1523.12.3.324 (apa.org).